# Yves Ravey
Œuvres principales
- Le Drap (2002)
- Pris au piège (2005)
- Un notaire peu ordinaire (2013)
- La Fille de mon meilleur ami (2014)
- Trois jours chez ma tante (2017)
- Pas dupe (2019)
- Taormine (2022)

Yves Ravey, né le 15 décembre 1953 à Besançon, est un écrivain français, lauréat du prix Marcel-Aymé en 2004 pour Le Drap.

## Biographie
Yves Ravey est professeur d'arts plastiques et de français au collège Stendhal de Besançon.

## Comme romancier
Le premier roman d'Yves Ravey, La Table des singes, est paru aux Éditions Gallimard en 1989, grâce à l'intervention de Pascal Quignard. Le jeune auteur comptait alors beaucoup de manuscrits refusés. Gallimard ne désirant pas poursuivre sa collaboration avec l'écrivain bisontin, Jérôme Lindon, qui dirige Les Éditions de Minuit, reprend Yves Ravey. Depuis le Bureau des illettrés en 1992, Yves Ravey confie à son éditeur romans et pièces de théâtre avec une grande régularité.

### Un héritier du roman noir
Dans un article de son blog littéraire, Pierre Assouline  décèle en Yves Ravey un héritier de Simenon et il exprime son sentiment à propos d' Un notaire peu ordinaire dont Philippe Claudel  lui a parlé : "La véritable atmosphère-Simenon y est : non pas la pluie et le brouillard, qui en sont les poncifs, mais ce qu’il y a de plus profond en surface dans ce qu’il faut bien appeler un climat : moiteur du soupçon qui monte, pesanteur des choses, désagrégation des rapports sociaux, variation des intensités de lumière, souci du détail, lenteur des gestes et des déplacements, absence totale de complaisance, forme d’ennui jamais ennuyeuse, compassion pour les personnages qui va bien au-delà de l’empathie ; et bien sûr économie du style, sobriété de l’expression, dépouillement des descriptions, usage des mots-matière (non pas une « photo » mais une « photo de classe »). À lire ce roman, on retrouve çà et là le meilleur du maître : la tension du Bourgmestre de Furnes, les non-dits de La Maison du canal, la douceur du Petit Saint, l’étrangeté de L’Escalier de fer, le doute de La Mort de Belle… Cela dit, pas de malentendu : ce n’est pas du Simenon mais bien du Ravey." ,
Si la proximité avec Simenon se reconnaît dans la création d'une atmosphère et dans la sobriété du style, la sécheresse de la narration le rapproche plus sûrement de Jean-Patrick Manchette,un maître du  roman noir, adepte de l'écriture behavioriste ou comportementaliste de Dashiell Hammett et de la "hard-boiled school" qui visent à décrire de l'extérieur, sans indications psychologiques, les comportements des personnages. Même écrits à la première personne, sous le forme du "je", les romans d'Yves Ravey, pas davantage que ceux de Jean-Patrick Manchette, ne révèlent les pensées et les sentiments des personnages.Pour Yves Ravey, les personnages sont ce que sont leurs actes.Pas de psychologie ni de descriptions physiques des personnages, pas d'exposition des sentiments ni de morale. Des phrases courtes relatant des actions, des événements, des faits.Tous deux peuvent revendiquer le parrainage de Maupassant qui a écrit à propos des partisans de l'objectivité dans sa préface de "Pierre et Jean" : " Pour eux, la psychologie doit être cachée dans le livre comme elle est cachée en réalité sous les faits dans l'existence… Ils cachent donc la psychologie au lieu de l'étaler, ils en font la carcasse de l'œuvre, comme l'ossature invisible est la carcasse du corps humain.Le peintre qui fait notre portrait ne montre pas notre squelette."

### Une intrigue et une angoisse diffuse construites par touches successives
Comme l'œuvre de Patrick Modiano, un autre héritier de Simenon selon Pierre Assouline, celle d'Yves Ravey est une œuvre profondément originale. Ses romans courts, entre 90 et 140 pages, sont des thrillers, à l'atmosphère tendue, au dénouement rapide, souvent violent et toujours imprévisible. Un lent développement de l'intrigue les précède,.
Tout est dit au lecteur vigilant et attentif : « Le coupé sport rouge a longé la route nationale devant la station, maître Montussaint au volant, la musique de l'autoradio à plein volume. Les jeunes filles aperçues de l'autre côté de la rivière s'entassaient sur la banquette arrière. Le notaire a donné un coup de klaxon en apercevant madame Rebernak. » (Un notaire peu ordinaire). Ce notaire si proche des amies de son fils mérite vraiment toute l'attention du lecteur.
Quelques indices, comme dans les romans noirs, mettent le lecteur sur la piste, à moins que celle-ci ne soit une fausse piste : le frère naïf se révèle manipulateur et cynique, le voyeur n'est pas un personnage glauque et inquiétant, le repris de justice sorti de prison suscitait pourtant une méfiance légitime, etc..Ce sont les détails donnés par petites touches qui créent peu à peu l'intrigue, les personnages et leur environnement social. 
Comme Hitchcock dans ses films, Yves Ravey crée dans ses romans une anxiété et une angoisse diffuses dès leur première page. Le danger insaisissable ou incontrôlable apparaît, une atmosphère étouffante s'installe, le suspense croît jusqu'au dénouement qui secoue même quand il lui arrive d'être prévisible. Le roman refermé, il faut encore remplir les blancs du texte car l'auteur n'a pas fourni toutes les explications. Les réponses sont entre les lignes. « On pense à Simenon ou à Carver côté littérature, Chabrol et Hitchcock côté cinéma : “Il n'y a pas de terreur dans un coup de fusil, seulement dans son anticipation”, disait Alfred Hitchcock. » Il y a toutefois de la surprise chez Yves Ravey dans son coup de fusil. L'intrigue de Pas dupe est un clin d’œil amusé de cinéphile au scénario du film d'Hitchcock Le crime était presque parfait. Dans le roman comme dans le film, un simple indice matériel sert à confondre l'assassin, le collier de perles pour Salvatore Meyer, la clef de l'appartement pour Tony Wendice. L'inspecteur Costa a l'élégance raffinée de l'inspecteur Hubbard, et Tippi, la victime, a la blondeur de Grace Kelly. Le piège tendu par les deux inspecteurs se referme devant témoins, au moment où Salvatore et Tony commettent l'erreur de prendre le collier de perles et la clef.
Son mélange aux effets explosifs de brindezingues dangereux et de cœurs purs lui appartient. Tout comme son ironie acide qui allège la touffeur de ses faits divers tragiques. William, le narrateur de La Fille de mon meilleur ami et Gu, celui de Sans état d'âme, sont des escrocs pitoyables, d'une naïveté et d'un cynisme réjouissants. Mais la violence du crime finit par tout emporter, malgré une justice immanente et imprévisible qui réconforte parfois le lecteur.

### Le roman noir des familles
Les romans d'Yves Ravey sont complexes : l'intrigue, le suspense et les péripéties du roman noir cachent ce que le lecteur doit découvrir dans l'histoire racontée. Ce qui compte en effet ce sont les êtres et les rapports entre eux, et particulièrement au sein d'une même famille les relations d'amour maternel et filial, d'amour fraternel, d'amour ou de haine, de fidélité ou d'infidélité, de loyauté ou de déloyauté. De ces relations familiales naissent la noirceur de ces romans. Dans "Enlèvement avec rançon", "Ce n’est pas le projet d’enlèvement qui compte, mais la phrase d’avant, sur le quai de la gare : « Et tout de suite, sans que j’oublie rien de ce qui nous liait, notre enfance, mon père et ma mère, nos rapports se sont tendus », nous n’avons pas dépassé la première page que tout est noué. Le père est mort, la mère à l’hospice, la question n’est pas de savoir si le patron paiera la rançon, si Samantha s’échappera, si les costauds reprendront l’avantage, mais si Max a bien fait de déposer chaque semaine un bouquet de pivoines sur la tombe du père de la part de Jerry. Pendant vingt ans. Même pas des pivoines, mais des fleurs choisies par leur mère depuis son fauteuil roulant… Entre les lignes, il y a juste la place pour l’amour qu’on ne dit pas, la rancune qui ne s’avoue pas, la jalousie qui fait honte, la violence qui ne vous appartient pas." 
De dessous la chape de noirceur étouffante de ces romans sourd parfois l'émotion suscitée par le personnage d'un enfant "pris au piège" des mensonges et de la violence des adultes (Lindbergh dans "Pris au piège" ou Lucky dans "Cutter") ou celle créée par le personnage d'un adulte loyal et aimant (l'oncle Rebernak dans Bambi Bar, madame Rebernak dans "Un notaire peu ordinaire" ou John Lloyd le frère aimant dans "Sans état d'âme").  "Le miracle est de produire de la grâce avec du malheur, de l’harmonie avec du drame, de la musique avec des bruits." .
Le lecteur situe les romans d'Yves Ravey - faute d'indications précises de temps et de lieux par l'auteur - dans l'est de la France, la région de Besançon, pendant les années 1960-70, à l'époque des R8 Gordini, des Ambassador 72 et des "phares blancs des voitures allemandes qui descendaient sur la côte d'azur" (Pris au piège). L'action se passe souvent dans un quartier banal, un peu gris, à l'extérieur d'une petite ville, où vivent des familles modestes : un père travaillant à l'usine toute proche et une mère au foyer ou une mère assurant seule la subsistance matérielle de ses enfants par un emploi dans un collège ou un lycée professionnel quand les parents ne sont pas remplacés par des substituts, un oncle ou des éducateurs.Cette atmosphère familière, un peu terne, va révéler peu à peu une réalité sous-jacente pleine de dangers et même de risques mortels.Le Mal s'est insinué sans que le lecteur s'en soit aperçu.Le familier devient étrange, glauque, presque irréel et pourtant trop réel. "Cette peur un peu trouble, qui peut faire penser parfois à La Nuit du chasseur, donne au roman sa drôle de force décalée : on y tremble de ne pas comprendre d’où vient ce danger que l’auteur a su, si subtilement, nous rendre familier." 
L'atmosphère singulière des romans d'Yves Ravey et leur puissance hypnotique tiennent donc à la narration de situations presque banales mais réellement angoissantes vécues par les personnages de ses romans qui pourraient tous appartenir à la même famille, à la lente montée de cette narration dramatique qui, telle un ressort qui se tend peu à peu, les poussera inexorablement au bout d'eux-mêmes : "… le récit semble couper une centaine de pages, presque au hasard, dans une matière livresque interminable, répétitive et obsédante, hypnotique même…".Comme l'œuvre de Modiano, celle d'Yves Ravey semble accumuler les chapitres successifs d'un même ouvrage qui progresse de livre en livre.

### Écriture dépouillée et sophistication de la narration dramatique
La critique évoque souvent le sens de l'épure  dans la narration dramatique d' Yves Ravey  et vante son écriture dépouillée et ses phrases courtes et sèches mais elle ne se laisse pas prendre par la fausse simplicité de ses intrigues.Nathalie Crom dans Télérama écrit : " Circonspecte, vigilante, telle est madame Rebernak, chez qui l'amour des siens épouse les contours d'une attention sévère et sans relâche. Une prudence un peu âpre qui se mue en tension inquiète le jour où, dans le paysage, surgit le cousin Freddy. Il faut dire que Freddy sort tout juste de prison, qu'il y a purgé quinze ans pour s'en être pris à une enfant de maternelle. On comprend pourquoi madame Rebernak ne veut pas qu'il s'approche de sa maison, de Clémence… L'apparente banalité des composantes romanesques ainsi exposées dont use Yves Ravey, dans ce Notaire peu ordinaire comme dans ses précédents ouvrages (Bureau des illettrés, Pris au piège, Cutter, Enlèvement avec rançon…), ne dit rien de la sophistication extrême de son art, de la puissance des sensations, des émotions, des réflexions qu'il met en branle. Derrière la linéarité de l'intrigue, l'harmonie discrète et précise de l'écriture, la simplicité des dialogues, s'impose dès les premières pages une narration tendue à l'extrême, dont le ressort intimiste n'exclut pas l'ancrage fort dans un contexte social soigneusement observé et analysé, régi par la relation dominant/dominé, mais où les rébellions et les renversements de rapports de force sont possibles — dussent-ils être violents. C'est madame Rebernak qui en fournira ici la preuve en acte — femme simple, droite, rigoureuse, femme puissante et mère courage, dont ce roman constitue un attentif et admirable portrait." 

## Comme dramaturge
Yves Ravey est également un dramaturge dont l'œuvre théâtrale est reconnue et appréciée du public. Monparnasse reçoit publié en 1997 a été joué au Théâtre Vidy-Lausanne dans une mise en scène de Joël Jouanneau qui a également créé en 1999 La Concession Pilgrim au Studio-Théâtre de la Comédie-Française. En 2002, La Cuningham (Carré blanc) a été montée par Michel Dubois au Nouveau Théâtre de Besançon.
Dieu est un steward de bonne composition a été créé le 18 janvier 2005, au Théâtre du Rond-Point dans une mise scène de Jean-Michel Ribes, avec Michel Aumont, Claude Brasseur et Judith Magre, monté ensuite par Alain Chambon à La Criée, Théâtre national de Marseille.
Ce conte philosophique burlesque et cruel met en scène des retrouvailles familiales.Après trente années d'absence, Alfredo rentre auprès de sa mère et de sa sœur, au "Dancing chez Malaga". À la manière d'une enquête, l'auteur nous livre peu à peu les clés d'une histoire familiale lourde de malheurs subis et infligés à d'autres.La mère, sa fille aînée et son fils étaient des immigrés et ont connu la peur de la traversée de la frontière et la difficulté de survivre dans leur pays d'accueil.Sous l'influence de Potlesnik, un immigré recueilli chez eux, madame Malaga transforme son petit café en un dancing, une couverture pour des activités de proxénétisme et d'exploitation de jeunes immigrées africaines. L'humour noir féroce de la pièce permet au spectateur de se distancier de son univers saugrenu et grotesque. Le titre énigmatique de la pièce et  les nombreuses digressions du texte forcent le spectateur à une attention constante. Comme dans ses romans, Yves Ravey fait monter la tension entre ses personnages qui expriment leurs rancœurs et leurs espoirs dans une confrontation qui aboutit à un dénouement violent et imprévisible.Le mélange d'émotion et de trivialité du texte déconcerte le spectateur comme l'ambiguïté des protagonistes de la pièce et l'absence surprenante sur scène du personnage principal de la mère.

### Le Drapou l'absence du père
Le Drap, entré au répertoire de la Comédie-française, a été joué par Hervé Pierre au Théâtre du Vieux-Colombier en mars 2011 dans une mise en scène de Laurent Fréchuret. Le Drap est le récit en moins de quatre-vingts pages de la maladie et de l'agonie d'un père, un ouvrier imprimeur empoisonné par les vapeurs toxiques des produits qu'il a utilisés et dont il ne s'est pas protégé, vue à travers les yeux de son jeune fils, "… pages de pur amour sans indulgence, de douleur sans larmes, d’admiration d’un homme sans qualité sinon l’honneur d’être soi…"  Le père absent est au centre de l'œuvre d'Yves Ravey : “ Je sais depuis toujours que je dois faire ce livre, mais je croyais l’avoir déjà fait, au moins deux fois, j’étais même persuadé d’avoir mis mon père dans tous mes livres publiés, n’avoir écrit que pour cela, et puis je me suis décidé à les reprendre : mon père avait disparu. Alors je m’y suis mis. Pour de bon.[…] C’est moi qui ai voulu que l’on inscrive « roman » sur la couverture. C’est la seule distance permise, la seule politesse, j’ai aussi changé les noms, mon père s’appelle Carossa, je m’appelle Lindbergh, j’ai choisi ce nom à consonance allemande, je n’ai su qu’après qu’il avait soutenu l’Allemagne pendant la guerre, je m’étais dit un aviateur ça aère. ” 
Ce court récit est présenté sous la forme du simple énoncé des faits qui se sont succédé depuis le jour où monsieur Carossa, de retour du banquet de la Sainte-Cécile, s'était senti fatigué et était allé se coucher jusqu'à son décès et à l'arrivée chez lui des employés des pompes funèbres et de ses amis musiciens.Cet énoncé qui s'en tient aux faits sans les interpréter, comme un compte-rendu, est la forme trouvée par le jeune narrateur pour dominer sa peine.Son récit en effet s'ouvre sur la lecture, "à haute voix" par son père devant sa mère, du menu offert par l'Harmonie municipale au restaurant gastronomique où s'est réunie la fanfare à laquelle il appartient et il se termine sur le don de son saxophone à un musicien peu avant la mise en bière : " Tu descends dans la cave pour revoir le saxophone de ton père, qui fut le seul à posséder, a-t-elle dit, un si bel instrument. Tu le sors de son écrin de velours rouge. Le secrétaire de l'Harmonie municipale est arrivé, il reste debout sous la véranda et ma mère discute avec les employés des pompes funèbres.Il y a ses copains du café, du PMU et quatre ou cinq musiciens qui demandent lequel d'entre eux aura droit au saxophone." Symbole d'un talent, d'une existence humaine et de sa reconnaissance sociale, le saxophone de son père disparaît, emporté en même temps que son cercueil. Le cœur du lecteur se serre à nouveau quand le narrateur prend conscience qu'avec la disparition de son père, il perd également sa mère : " Ma mère est morte en même temps que lui, le jour de la toilette mortuaire, quand elle l'a rasé, et quand elle m'a demandé de tendre la peau de son visage, pour que la lame atteigne les plis au plus profond. Ensuite, elle a traversé la vie comme s'il était encore là. Ma mère est morte suicidée sur le corps de mon père après qu'elle lui a enfilé une paire de chaussures neuves. C'est un suicide par lenteur. Elle est plus forte que la vie. Elle est partie avec lui. Elle est devenue une ombre. Sans parole, sans corps, quelque chose qui pense et qui erre. " Parce qu'elle ne montrait pas ses sentiments, le narrateur ne se doutait pas de la force de l'amour que ressentait sa mère pour son mari. On n'exprime pas ses sentiments dans cet univers de gens modestes pas plus qu'on ne les analyse.On ne se révolte pas non plus d'une vie écourtée par l'oubli de soi qui consiste à ne pas se protéger des risques professionnels, pas plus qu'on ne se révolte non plus contre l'oubli des autres, de ceux qui ont la charge de cette protection, dans ce monde des "petites gens" selon la définition de Simenon : "Ils ne sont pas des petites gens par leur mentalité ou leur esprit, mais par le rang social où ils sont placés, tous ceux qui sont sincères, sans cynisme, qui n'ont donc pas compris la loi de la jungle.".
Le récit de ce drame vécu par Yves Ravey fait penser à Thomas Bernhard et à Samuel Beckett :  "Romancier décalé, disciple de Thomas Bernhard et beckettien dissident, Yves Ravey s'oublie cette fois jusqu'à l'épure de quelques traits, quelques mots pour dire seulement l'obstination de menus gestes, la modeste absurdité d'un destin. Il lui suffit de peu et son père est là, fantomatique et bougon, dans le décor exact de Besançon, à l'atelier ou dans sa maison bancale, à la pêche ou dans sa vieille Peugeot 203… Pas d'effet de réel, pourtant : seulement l'évidente vérité des lieux, pour dire au plus près la fin d'un homme – et donc sa vie. Le Drap est une manière de tombeau, où les adjectifs sont comptés comme le temps, de plus en plus court à mesure que le blanc gagne.".
"L’écriture d’Yves Ravey séduit par sa manière de se jouer des frontières entre roman et théâtre", dans sa présentation de l'œuvre théâtrale d'Yves Ravey, le site Théâtre Contemporain.Net cite les propos de l'auteur sur son travail : « À l'origine de mon théâtre, il y a un "ressenti", le sentiment d'une oralité très présente dans mes romans (…). C'est moi qui choisis d'appeler "roman" un texte comme Le Drap où je raconte la maladie de mon père. (…).Mais je ne fais pas de véritable distinction. Il s'agit d'abord d'écriture. » 
L'audience d'Yves Ravey a pris de l'ampleur. La sortie de ses livres suscite de nombreuses critiques élogieuses dans les magazines et les journaux en France et dans les pays francophones.Il est invité à la radio, dans des colloques et dans les universités. Ses pièces de théâtre sont jouées et ses lecteurs attendent la publication de ses livres.

## Œuvre

### Romans, nouvelles
- La Table des singes, Gallimard, 1989
- Bureau des illettrés, roman, Les Éditions de minuit, 1992
- Le Cours classique, roman, Les Éditions de minuit, 1995
- Alerte, roman, Les Éditions de minuit, 1996
- Moteur, roman, Les Éditions de minuit, 1997
- Monparnasse reçoit, théâtre, Les Éditions de minuit, 1997
- La Concession Pilgrim, théâtre, Les Éditions de minuit, 1999
- Le Drap, roman, Les Éditions de minuit, 2002
- Pudeur de la lecture, Les Solitaires intempestifs, 2003
- Carré blanc, Les Solitaires Intempestifs, 2003
- Dieu est un steward de bonne composition, Les Éditions de minuit, 2005
- Pris au piège, roman, Les Éditions de minuit, 2005
- L'Épave, roman, Les Éditions de minuit, 2006
- Bambi bar, roman, Les Éditions de minuit, 2008
- Cutter, roman, Les Éditions de minuit, 2009
- Enlèvement avec rançon, roman, Les Éditions de minuit, 2010
- Un notaire peu ordinaire, roman, Les Éditions de minuit, 2013
- La Fille de mon meilleur ami, roman, Les Éditions de minuit, 2014
- Sans état d'âme, roman, Les Éditions de minuit, 2015
- Trois jours chez ma tante, roman, Les Éditions de minuit, 2017  (ISBN 9782707343598)
- Pas dupe, roman, Les Éditions de minuit, 2019, 140 pages  (ISBN 978-2-7073-4531-8)
- Adultère, roman, Les Éditions de minuit, 2021, 142 p.  (ISBN 978-2-7073-4666-7)
- Taormine, roman, Les Éditions de minuit, 2022, 144 p.  (ISBN 9782707347701)
- Que du vent, roman, Les Éditions de minuit, 2024,128 p.  (ISBN 978-27073-5517-1)

### Théâtre
- Monparnasse reçoit, Paris, Les Éditions de Minuit, coll. « Théâtre », 1997, 126 p. (ISBN 978-2-7073-1606-6)
- La Concession Pilgrim, Paris, Les Éditions de Minuit, coll. « Théâtre », 2000, 62 p. (ISBN 978-2-7073-1694-3)
- Les Belles de Pékin (2002) (n.p.)
- C'est dimanche (2002) (n.p.)
- La Cuningham (2004) (n.p.)
- Dieu est un steward de bonne composition, Paris, Les Éditions de Minuit, coll. « Théâtre », 2005, 79 p. (ISBN 978-2-7073-1896-1)
- Les Monstres, Paris, L' Avant-Scène Théâtre, coll. « Les Petites Formes », 2008, 176 p. (ISBN 978-2-7498-1089-8)coécrit avec Anne Catherine, Bonnal Denise, Darley Emmanuel, Granouillet Gilles, Kaplan Leslie, Nimier Marie, Pellet Christophe, Rebotier Jacques, Sirjacq Louis-Charles

### Autres publications
Les Deux Appartements-chambre, Saint-Fons, France, Éd. du Centre d'arts plastiques de Saint-Fons, 2005, 39 p. (ISBN 978-2-913716-28-5)

## Distinctions
- 2004 : Prix Marcel-Aymé pour Le Drap
- 2011 : Prix Renfer pour l'ensemble de son œuvre